# Kfeir Yabous
Kfeir Yabous (tiếng Ả Rập: كفير يابوس) là một ngôi làng của Syria ở huyện Qudsaya thuộc tỉnh Rif Dimashq. Theo Cục Thống kê Trung ương Syria (CBS), Kfeir Yabous có dân số 3.801 trong cuộc điều tra dân số năm 2004.